# Нікомед III Евергет

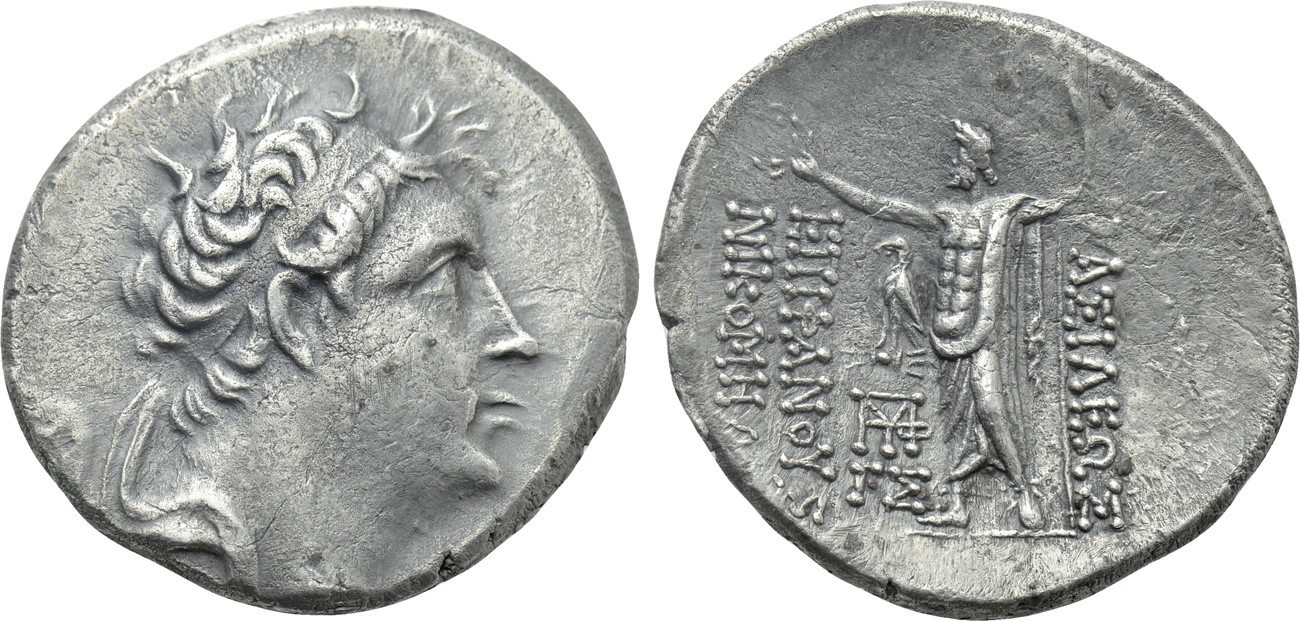
Монета Нікомеда III із зображенням Зевса

Нікомед III Евергет (дав.-гр. Νικομήδης Εὐεργέτης, д/н — бл.94 до н. е.) — цар Віфінії бл.127 до н. е.—94 до н. е. роках.

## Життєпис
Син Нікомеда II, царя Віфінії. Посів трон після смерті батька близько 128 або 127 року до н. е. Вимушений був продовжувати політику попередника, основою якого була беззаперечна підтримка Римської республіки у Малій Азії. Перші згадки про діяльність цього царя містяться в промові Гая Гракха, який 123/122 році до н. е., виступаючи проти закону Ауфея (стосовно належності Фригії), заявив, що прихильників його прийняття фінансово підтримує Нікомед III. Але зрештою останній програв, а римський сенат проголосував за передачу Фригії Мітрідату V, царю Понту.
Згодом конфлікти з Понтійським царством зберігалися, але віфінський цар не виявляв якоїсь активності проти понтійських володарів. Водночас пріоритетним напрямом державної політики Никомеда III в цей період залишається традиційне філеллінство. Він прагнув зміцнювати і розвивати дружні контакти з великими економічними і культовими центрами грецького світу, зокрема було встановлено торговельні відносини з Делосом, з яким підтримувалися контакти нікейськими торговцями через Прусію Приморську.
Коштом царя у 110/109 роках до н. е. на Делосі споруджено храм Ізіди Немезіди. Також відомо про численні дарунки цього царя містам Аргос, Епідавр, Дельфам. Крім того, підтримував дружні стосунки з багатьма римськими сенаторами.
У 108/107 роках до н. е. вступив у союз з Мітрідатом VI Евпатором, царем Понту, з яким захопив й розділив царство Пафлогонію. Цар Віфінії отримав західні області — Тимонітиду, область Газаторіксу, Мармолітиду, Санісену, Потамію. На вимогу римського сенату відмовитися від завоювань, Нікомед III найменував сина Нікомеда Пілеменом й передав йому зазначені землі, оголосивши їх незалежним царством. Але на ділі зберігав владу над Західною Пафлагонією.
Втім, 104 року до н. е. починаються конфлікти з Понтом за Галатію та Каппадокію. Того ж року Нікомед III вдерся до Капподокії, але війська Мітрідата VI зрештою змусили віфінців відступили. За угодою з понтійцами вимушений був погодитися на сплату значних коштів.
Тоді цар Віфінії відновив союзницькі відносини з Римською республікою. У 103 року до н. е. спрямував свої війська Риму для придушення повстання рабів на Сицилії. Водночас уклав союз з Аріаратом VII, царем Каппадокії, який вступив у конфлікт з Мітрідатом VI. Втім, не наважився виступити проти останнього, який повалив капподокійського царя. Прийняв Лаодіку матір царя Капподокії, з якою висунув претендента — Аріарата VIII — на трон цього царства. Втім під тиском Риму відмовився від намірів. Владу здобув Аріарат IX, син Мітрідата VI.
В наступні роки Нікомед III відмовився від активної зовнішньої політики, зберігаючи союз з Римом. Помер близько 94 року до н. е. Йому наслідував старший син Нікомед IV.
Нікомед III відомий як меценат, шанувальник мистецтв, наук та літератури.

## Родина
1.Дружина — Ніса
Діти:
- Нікомед (д/н-74 до н. е.), цар у 94-74 до н. е.
- Сократ Хрест (д/н-88 до н. е.), цар у 90-88 до н. е.
- Ніса

2. Дружина — Лаодіка, донька Мітрідата V, царя Понту